# Defesa Gunderam
A Defesa Gunderam, também conhecida como Defesa Brasileira ou Defesa Câmara, é uma defesa de xadrez iniciada pelos lances:
1. e4 e5
2. Cf3 De7
Onde as pretas buscarão realizar a ruptura f7-f5, se possível no terceiro lance, emulando as ideias do Gambito Letão ao mesmo tempo em que impedem a jogada Cxe5, característica da linha principal daquele gambito.  

## História
A denominação da defesa vem do seu criador Gerhart Gunderam, que a jogou pela primeira vez em uma partida por correspondência contra August Babel, em 1958 e publicou uma análise em seu livro Neue Eröffnungswege, em 1961. Gunderam chamou essa defesa de "Damenverteidigung" ("Defesa da Dama"), cuja linha principal seria 1. e4 e5 2.Cf3 De7 3.Cc3 c6 4.Bc4 f5. Ainda na mesma obra, ele analisou uma variante dentro dessa defesa caracterizada pelos lances: 1.e4 e5 2.Cf3 De7 3.Bc4 f5 4.exf5 d5 5.Bxd5 Cf6 6.Bb3 Bxf5.

## Defesa Câmara
No Brasil, a resposta 2...De7 surgiu em 1954, criação pelo Mestre Internacional Hélder Câmara, como forma de possibilitar o uso da Defesa Índia do Rei contra o lance 1.e4. A defesa obteve aceitação nos enxadristas brasileiros de então, tendo aparecido nos Campeonatos Brasileiros de Xadrez seguintes pelo menos uma vez em cada ano, que passaram a chamá-la "Defesa Brasileira". Posteriormente, Hélder Câmara expressou seu desejo para que ela passasse a se chamar "Defesa Câmara".

## Primeira partida
- August Babel vs Gerhart Gunderam, Alemanha (1958), corr.

| 1. e4 e5 2. Cf3 De7 3. Cc3 c6 4. Bc4 f5 5. d3 Cf6 6. Cg5 h6 7. Cf3 g5 8. De2 Bg7 9. Bd2 d6 10. 0-0-0 Ca6 11. The1 b5 12. Cxb5 cxb5 13. Bxb5+ Rf8 14. exf5 Db7 15. Bc4 Tb8 16. Bc3 Cc5 17. d4 Cce4 18. dxe5 Cxc3 19. bxc3 Dxb2+ 20. Rd2 Bxf5 21. Bd3 Cd5 22. Bxf5 Dxc3+ 23. Rc1 Cb4 24. Be6 d5 25. Bxd5 Da3+ 26. Rd2 Td8 27. De4 Cxd5 28. Df5+ Re7 0-1 |